# Just the Way You Are
Just the Way You Are – pierwszy singel amerykańskiego piosenkarza Bruno Marsa z jego debiutanckiego albumu studyjnego Doo-Wops & Hooligans. Piosenkę wyprodukowali i napisali członkowie grupy The Smeezingtons: Bruno Mars, Philip Lawrence oraz Ari Levine wraz z Khalilem Waltonem i Needlzem. Teledysk, wyreżyserowany przez Ethana Ladera, wydano 8 września 2010, a oprócz Bruno Marsa zagrała w nim aktorka Nathalie Kelley.

## Pozycje na listach
Utwór zajął #1 na liście Billboard Hot 100 2 października 2010, tym samym kończąc dwutygodniowe notowanie piosenki Teenage Dream Katy Perry. W Wielkiej Brytanii utwór pojawił się na #1 wyprzedzając takich artystów jak Emma's Imagination, Katy Perry i Taio Cruza.